# المغربة (حفاش)

تعديل مصدري - تعديل

المغربة هي إحدى قرى عزلة الملاحنة بمديرية حفاش التابعة لمحافظة المحويت، بلغ تعداد سكانها 287 نسمة حسب تعداد اليمن لعام 2004.